# Фторид гафния(IV)
Фторид гафния(IV) — неорганическое соединение, соль металла гафния и плавиковой кислоты с формулой HfF4, бесцветные кристаллы, не растворяется в воде, образует кристаллогидрат.

## Получение
- Реакция фтора и порошкообразного гафния:

{\displaystyle {\mathsf {Hf+2F_{2}\ {\xrightarrow {200-400^{o}C}}\ HfF_{4}}}}
- Действие фтористого водорода на оксид гафния(IV):

{\displaystyle {\mathsf {HfO_{2}+4HF\ {\xrightarrow {500-550^{o}C}}\ HfF_{4}+2H_{2}O}}}
- Растворение хлорида гафния(IV) в избытке концентрированной плавиковой кислоте:

{\displaystyle {\mathsf {HfCl_{4}+4HF\ {\xrightarrow {}}\ HfF_{4}+HCl}}}
- Разложение при нагревании гексафторогафниата аммония:

{\displaystyle {\mathsf {(NH_{4})_{2}[HfF_{6}]\ {\xrightarrow {}}\ HfF_{4}+2NH_{3}+2HF}}}

## Физические свойства
Фторид гафния(IV) образует бесцветные кристаллы, моноклинной сингонии, пространственная группа C 2/c, параметры ячейки a = 1,174 нм, b = 0,991 нм, c = 0,766 нм, β = 129,15°, Z = 12.
Не растворяется в воде, образует кристаллогидрат HfF4•3H2O, который имеет реальной строение [Hf2(H2O)6F6]•F2.

## Химические свойства
- Безводную соль получают сушкой кристаллогидрата в вакууме:

{\displaystyle {\mathsf {HfF_{4}\cdot 3H_{2}O\ {\xrightarrow {80-100^{o}C,vacuum}}\ HfF_{4}+3H_{2}O}}}
- Реагирует с горячей водой:

{\displaystyle {\mathsf {HfF_{4}+3H_{2}O\ {\xrightarrow {70^{o}C}}\ HfOF_{2}\cdot 2H_{2}O\downarrow +2HF}}}
- Разлагается концентрированной серной кислотой:

{\displaystyle {\mathsf {HfF_{4}+2H_{2}SO_{4}+H_{2}O\ {\xrightarrow {50^{o}C}}\ H_{2}[HfO(SO_{4})_{2}]+4HF\uparrow }}}
- С фторидами щелочных металлов образует фторогафниаты:

{\displaystyle {\mathsf {HfF_{4}+2KF\ {\xrightarrow {700-900^{o}C}}\ K_{2}[HfF_{6}]}}}
{\displaystyle {\mathsf {HfF_{4}+3NaF\ {\xrightarrow {}}\ Na_{3}[HfF_{7}]}}}
{\displaystyle {\mathsf {HfF_{4}+4LiF\ {\xrightarrow {900^{o}C}}\ Li_{4}[HfF_{8}]}}}